# Natação no Campeonato Mundial de Esportes Aquáticos de 2013 - 4x100 m livre masculino
A prova do revezamento 4x100 metros livre masculino da natação no Campeonato Mundial de Esportes Aquáticos de 2013 ocorreu no dia 28 de julho no Palau Sant Jordi  em Barcelona. 

## Recordes
Antes desta competição, os recordes mundiais e do campeonato nesta prova eram os seguintes:
| Tipo                  | Atleta         | Tempo   | Local  | Data                 |
| --------------------- | -------------- | ------- | ------ | -------------------- |
|                       | Estados Unidos | 3:08.24 | Pequim | 11 de agosto de 2008 |
| Recorde do campeonato | Estados Unidos | 3:09.21 | Roma   | 26 de julho de 2009  |

## Medalhistas
| Ouro                                                                       | Prata                                                                       | Bronze                                                                        |
| França · Yannick Agnel · Florent Manaudou · Fabien Gilot · Jérémy Stravius | Estados Unidos · Nathan Adrian · Ryan Lochte · Anthony Ervin · Jimmy Feigen | Rússia · Andrey Grechin · Nikita Lobintsev · Vladimir Morozov · Danila Izotov |

## Resultados

### Eliminatórias
Esses foram os resultados das eliminatórias. 
| Pos. | Bateria | Raia | Nadadores                                                                                            | Nacionalidade  | Tempo   | Notas |
| ---- | ------- | ---- | --- | -------------- | ------- | ----- |
| 1    | 1       | 4    | Jimmy Feigen (48.39) Anthony Ervin (47.38) Ricky Berens (47.56) Conor Dwyer (48.36)                  | Estados Unidos | 3:11.69 | Q     |
| 2    | 2       | 5    | Andrey Grechin (48.07) Yevgeny Lagunov (48.47) Alexander Sukhorukov (48.11) Danila Izotov (47.78)    | Rússia         | 3:12.43 | Q     |
| 3    | 1       | 5    | James Roberts (48.57) Kenneth To (48.05) Matthew Targett (48.26) Tommaso D'Orsogna (48.16)           | Austrália      | 3:13.04 | Q     |
| 4    | 2       | 4    | Amaury Leveaux (49.14) Fabien Gilot (47.62) Grégory Mallet (48.64) William Meynard (48.49)           | França         | 3:14.01 | Q     |
| 5    | 1       | 6    | Luca Leonardi (48.88) Marco Orsi (48.06) Michele Santucci (48.95) Filippo Magnini (48.24)            | Itália         | 3:14.13 | Q     |
| 6    | 1       | 7    | Marcelo Chierighini (48.91) Nicolas Oliveira (48.05) Fernando Santos (48.43) Vinícius Waked (49.02)  | Brasil         | 3:14.41 | Q     |
| 7    | 1       | 3    | Steffen Deibler (48.69) Marco di Carli (48.91) Christoph Fildebrandt (48.49) Markus Deibler (48.61)  | Alemanha       | 3:14.70 | Q     |
| 8    | 2       | 7    | Shinri Shioura (49.00) Kenji Kobase (49.67) Takuro Fujii (48.80) Kenta Ito (47.99)                   | Japão          | 3:15.46 | Q     |
| 9    | 2       | 6    | Dieter Dekoninck (49.48) Emmanuel Vanluchene (48.71) Glenn Surgeloose (48.45) Jasper Aerents (48.88) | Bélgica        | 3:15.52 |       |
| 10   | 1       | 2    | Lü Zhiwu (49.11) Lou Junyi (49.83) Shi Tengfei (49.04) Chen Zuo (49.34)                              | China          | 3:17.32 |       |
| 11   | 2       | 3    | Leith Shankland (49.96) Chad le Clos (47.97) Gerhard Zandberg (50.18) Devon Myles Brown (49.80)      | África do Sul  | 3:17.91 |       |
| 12   | 2       | 0    | Doğa Çelik (49.64) İskender Baslakov (50.07) Furkan Marasli (51.15) Kemal Arda Gürdal (49.14)        | Turquia        | 3:20.00 |       |
| 13   | 2       | 1    | Jan Šefl (50.82) Tomáš Plevko (49.35) Martin Žikmund (50.79) Martin Verner (49.16)                   | Chéquia        | 3:20.12 |       |
| 14   | 2       | 2    | Joel Greenshields (50.49) Thomas Gossland (50.03) Luke Peddie (49.73) Hassaan Abdel Khalik (49.99)   | Canadá         | 3:20.24 |       |
| 15   | 2       | 8    | Yang Jung-Doo (50.79) Chang Gyu-Cheol (51.65) Jeong Jeong-Soo (52.14) Shin Hee-Woong (50.92)         | Coreia do Sul  | 3:25.50 |       |
| 16   | 1       | 1    | Ahmed Akaram (52.05) Marwan Ismail (51.04) Mohamed Khaled (50.37) Shehab Younis (52.79)              | Egito          | 3:26.25 |       |
| 17   | 1       | 8    | Aitor Martínez (49.72) Markel Alberdi (49.94) Juan Miguel Rando Aschwin Wildeboer Faber              | Espanha        | 99.99   | DSQ   |

### Final
Esse foi o resultado da final.
| Pos.              | Raia | Nadadores                                                                                             | Nacionalidade  | Tempo   | Notas |
| ----------------- | ---- | --- | -------------- | ------- | ----- |
| Medalha de ouro   | 6    | Yannick Agnel (48.76) Florent Manaudou (47.93) Fabien Gilot (46.90) Jérémy Stravius (47.59)           | França         | 3:11.18 |       |
| Medalha de prata  | 4    | Nathan Adrian (47.95) Ryan Lochte (47.80) Anthony Ervin (47.44) Jimmy Feigen (48.23)                  | Estados Unidos | 3:11.42 |       |
| Medalha de bronze | 5    | Andrey Grechin (48.09) Nikita Lobintsev (47.91) Vladimir Morozov (47.40) Danila Izotov (48.04)        | Rússia         | 3:11.44 |       |
| 4                 | 3    | James Magnussen (48.00) Cameron McEvoy (47.44) Tommaso D'Orsogna (48.05) James Roberts (48.09)        | Austrália      | 3:11.58 |       |
| 5                 | 2    | Luca Dotto (49.17) Luca Leonardi (48.08) Marco Orsi (47.25) Filippo Magnini (48.12)                   | Itália         | 3:12.62 |       |
| 6                 | 1    | Steffen Deibler (48.43) Markus Deibler (48.59) Christoph Fildebrandt (48.42) Dimitri Colupaev (48.33) | Alemanha       | 3:13.77 |       |
| 7                 | 7    | Nicolas Oliveira (48.72) Fernando Santos (48.98) Vinícius Waked (49.19) Marcelo Chierighini (47.56)   | Brasil         | 3:14.45 |       |
| 8                 | 8    | Shinri Shioura (48.69) Kenji Kobase (49.09) Takuro Fujii (48.60) Kenta Ito (48.37)                    | Japão          | 3:14.75 |       |

Legenda
| Recorde mundial       | Recorde mundial (World record)               |                       | Recorde africano                      | Recorde africano (African) |                                           | Q | Classificado por posição (Qualified) |
| Recorde do campeonato | Recorde do campeonato (Championship record)  | Recorde da América    | Recorde da América (Americas)         | q                          | Classificado por melhor tempo (Qualified) |   |                                      |
| Melhor marca do ano   | Melhor marca do ano (World leading)          | Recorde asiático      | Recorde asiático (Asian)              | DNS                        | Não largou (Did not start)                |   |                                      |
| Recorde nacional      | Recorde nacional (National record)           | Recorde europeu       | Recorde europeu (European)            | DNF                        | Não terminou (Did not finish)             |   |                                      |
| Recorde pessoal       | Recorde pessoal do atleta (Personal best)    | Recorde da Oceania    | Recorde da Oceania (Oceania)          | DSQ / DQ                   | Desclassificado (Disqualified)            |   |                                      |
| Recorde da temporada  | Recorde da temporada do atleta (Season best) | Recorde sul-americano | Recorde sul-americano (South America) | NM                         | Sem marca (No mark)                       |   |                                      |